# Landgoed De Wielewaal
Landgoed de Wielewaal is een buurt en landgoed in het noorden van Eindhoven, in de Nederlandse provincie Noord-Brabant. Op 1 januari 2023 telde de buurt 110 inwoners, verdeeld over 39 woningen, met een gemiddelde WOZ-waarde van € 1.204.000, op een oppervlakte van 2,32 km².

## Landgoed
Het landgoed ligt aan de Oirschotsedijk, nabij de Herdgang, het trainingscomplex van PSV en het Philips de Jongh Wandelpark.
In 1850 was dit nog een heidegebied. Gedurende de 2e helft van de 19e eeuw werd het bebost en in 1897 stond het op de topografische kaart als bos aangegeven.
Het gebied werd in 1912 aangekocht door Anton Philips en het werd ingericht als landgoed. Zo werd in 1912 een pinetum aangelegd. Anton Philips heeft er echter nooit gewoond. Een deel van het landgoed, ten noorden van de Oirschotsedijk, werd in 1920 geschonken aan de bevolking en staat sindsdien bekend als het Philips de Jongh Wandelpark. Ook werd aan de noordzijde in de jaren 30 van de 20e eeuw de Philips Fruittuin aangelegd.
Het overblijvende landgoed, aan de zuidzijde van de Oirschotsedijk, bedroeg nog altijd 325 ha. Het landhuis op De Wielewaal werd in opdracht van Frits Philips in 1934 gebouwd. Tot aan zijn dood in 2005 woonde Philips op het landgoed zij het, dat zijn gezin tijdens de Tweede Wereldoorlog moest uitwijken naar De Laak, Frits' ouderlijk huis, daar De Wielewaal was gevorderd door Duitse officieren. Lange tijd heette het landgoed nog Philips-Park. In 1998 werd besloten om op 36 ha van het landgoed, gelegen aan de westzijde ervan en geen bosgebied zijnde, een aantal villa's te bouwen, het Project Tegenbosch, om met de opbrengst van de grond het landgoed te kunnen blijven onderhouden. Na de dood van Frits Philips werd het landgoed te koop gezet. In 2007 werd het gekocht door Marc Brouwers, een textielhandelaar uit Oisterwijk, die fortuin had gemaakt door verkoop van zijn bedrijf Bremtex. Brouwers liet de villa van Philips voor een groot deel slopen en heropbouwen en vergroten. In 2016 stond het landgoed weer te koop. De verkoop omvat de villa, bijgebouwen en een landgoed van 142 ha. Begin 2022 werd bekend dat de gemeente Eindhoven voornemens was het landgoed te kopen. Na de aankoop door de gemeente werden plannen gemaakt voor de uiteindelijke openstelling van het landgoed voor het publiek.
Het landgoed is gelegen op leemhoudende grond en kent tal van monumentale bomen, rhododendrons, een rijke paddenstoelenflora en een bijzondere plantengroei. Veel bomen zijn begin 20e eeuw geplant. Rond het landhuis ligt parkachtige omgeving met vijvers, lanen en gazons in Engelse landschapsstijl.

## Buurt
Het landgoed is ook een officiële buurt van de gemeente Eindhoven in het stadsdeel Strijp en maakt deel uit van de binnen het stadsdeel gelegen wijk Halve Maan.